# Se remata el siglo
Se Remata el Siglo es el segundo álbum de estudio de la agrupación chilena Los Tres, publicado en 1993. En su sonido este álbum marca claramente un quiebre musical con respecto a su antecesor y, en cierta medida, un punto único en la carrera del grupo, al incorporar elementos de rock más crudo, y hacer propias las influencias de estilos extranjeros como el grunge. Los temas más conocidos de este material fueron "No Sabes Qué Desperdicio Tengo en el Alma", "El Aval" y "Gato por Liebre"; aunque el tema "Feliz de Perder" fue también un sencillo promocional y hasta contó con un video. Las canciones The Thrill is Gone y Por Qué No Viniste solamente estaban incluidas en la primera edición.

## Contenido
En 1992 Los Tres firmaron un contrato con la discográfica multinacional Sony Music, apoyados en el gran éxito que su disco debut había tenido. El álbum que grabaron en el verano de 1993 se tituló Se Remata el Siglo, y, si bien continuó en alguna medida la tendencia lírica impregnada en el disco debut, se distanció fundamentalmente de éste en los arreglos musicales (ahora con más bajo eléctrico y con guitarras distorsionadas bien marcadas) y la mezcla sonora, que evocaba elementos del grunge estadounidense. Ángel Parra rememora en una entrevista que parte del marketing consistía en usar prendas similares a la banda Faith No More. El primer sencillo, "No Sabes Qué Desperdicio Tengo en el Alma" era una buena muestra del rock algo más pesado que se incluiría en el disco. Por otro lado, las letras irónicas de Álvaro Henríquez, esbozadas en el primer disco, encuentran eco en diversas pistas del álbum ("Se Remata el Siglo I", El Aval, "Piratas"), aunque el peak dramático del disco viene dado por el final de "El Sueño de la Hora Más Oscura".
La primera edición del CD de Se Remata el Siglo incluyó dos bonus tracks no presentes en su correspondiente reedición ni en la edición en casete, populares de la época: uno ("Por Qué No Viniste") es un tema propio, mientras que el otro ("The Thrill is Gone") es un cover de una canción de B.B. King. Se Remata el Siglo contiene, por tanto, dos canciones cantadas completamente en inglés ("The Thrill is Gone" y "Se Remata el Siglo II").

## Lista de canciones
Todas las canciones escritas y compuestas por Álvaro Henríquez, excepto donde se indica. 
| N.º   | Título                                      | Escritor(es)                    | Duración |  |
| 1.    | «No sabes qué desperdicio tengo en el alma» | Henríquez, Lindl                | 4:32     |  |
| 2.    | «Se Remata el Siglo I»                      | Henríquez, Lindl                | 2:22     |  |
| 3.    | «Se Remata el Siglo II»                     | Henríquez, Lindl, Parra, Molina | 3:00     |  |
| 4.    | «Soñé Que Estabas Justo Sobre Mí»           | Henríquez, Lindl, Parra, Molina | 3:59     |  |
| 5.    | «Follaje en el Invernadero (Instrumental)»  |                                 | 3:52     |  |
| 6.    | «El Aval»                                   |                                 | 3:04     |  |
| 7.    | «Gato Por Liebre»                           | Henríquez, Molina, Lindl        | 3:58     |  |
| 8.    | «Piratas»                                   | Henríquez, Lindl, Parra, Molina | 3:03     |  |
| 9.    | «Feliz de perder»                           |                                 | 3:33     |  |
| 10.   | «El Sueño de la Hora Más Oscura»            |                                 | 3:06     |  |
| 34:29 |                                             |                                 |          |  |

| Pistas adicionales |                      |                           |          |  |
| N.º                | Título               | Autor(es)                 | Duración |  |
| 1.                 | «The Thrill Is Gone» | Rick Darnell, Roy Hawkins | 3:49     |  |
| 2.                 | «Por Qué No Viniste» | Henríquez                 | 3:19     |  |
| 7:09               |                      |                           |          |  |

## Músicos
- Álvaro Henríquez: Voz, Guitarra
- Ángel Parra: Guitarra, Coros
- Roberto "Titae" Lindl: Bajo, Contrabajo, Coros
- Francisco Molina: Batería, Percusión

## Créditos
- Asistentes de producción: Matías Valdés, Marcelo Galaz, Cristian Miranda
- Ingeniería de sonido: Mario Breuer
- Masterización y Posproducción: Álvaro Henríquez, Joe Blaney
- Producción y Coordinación: Romero & Campbell Producciones
- Carátula: Álvaro Henríquez & Cristian Nuñez
- Arte y Producción Gráfica: Mitos Diseño

## Presentaciones
El primer sencillo, "No Sabes Qué Desperdicio Tengo en el Alma" se mantuvo unas tres semanas como líder absoluto en los rankings de popularidad radial, y contó con un videoclip realizado por el director de cine Pablo Perelman, que ganó un alto nivel de difusión en las cadenas locales y latinoamericanas. Un segundo sencillo ("El Aval") se convierte en una canción muy popular en la juventud chilena, con un videoclip que ganó cierta rotación en MTV Latino.
"Gato Por Liebre" fue el único tema de este disco que Los Tres interpretaron en su famoso recital desenchufado para MTV en 1995. "El Aval", "No Sabes Qué Desperdicio Tengo en el Alma" y "Se Remata el Siglo" aparecen en la compilación Grandes Éxitos, lanzada en 2006.

## Crítica y distinciones
El álbum tuvo un éxito insospechado de crítica. Se ganó elogiosos comentarios de los más expertos críticos del ámbito musical. Una más que acertada recepción de los cientos de admiradores, los lleva a recibir en enero de 1994 su primer disco de oro por 15000 unidades vendidas. De esta manera, reconocidos por su calidad musical y profesionalismo, pasan a ser artistas prioritarios del sello Sony Music.
El disco es, posteriormente, editado en Argentina, Colombia, Venezuela, México y la parte hispanoparlante de los Estados Unidos.
En 1993, la APES los hace acreedores de dos nominaciones como "Mejor Grupo" y "Mejor Disco". 
El disco es presentado en diversas actuaciones en vivo, incluyendo un viaje a Venecia, Italia, para ocupar un lugar en "Arriva Il Cile", evento organizado por el Ministerio de Relaciones Exteriores de Chile, donde además del escenario del teatro Toniolo de Mestre se presentan en Perugia, Monte Porzio Catone y Roma. 
El 6 de enero del mismo año reciben el máximo galardón de la Sociedad Chilena del Derecho de Autor, SCD, por su valioso aporte al rock nacional, y en los inicios de 1995, la banda es nominada por la Asociación Fonográfica de Chile, Top 30 en cuatro categorías: "Mejor Álbum", "Mejor Grupo", Canción del Año: "El Aval" y "Mejor Productor".
Finalmente, el 9 de marzo de ese año, reciben un disco de platino por la venta superior a 25 mil unidades del álbum.
Hay que destacar que años más tarde, varios integrantes de la banda han señalado que éste es el disco de menor calidad de los editados por el conjunto, opinión que tiende a ser compartida por algunos de los seguidores del grupo. Otros, sin embargo, destacan la innovación y acidez de este álbum, que ocupa un lugar único en la discografía del grupo, que jamás produciría otro parecido.